# シィエル・ルージュ・クレアシオン

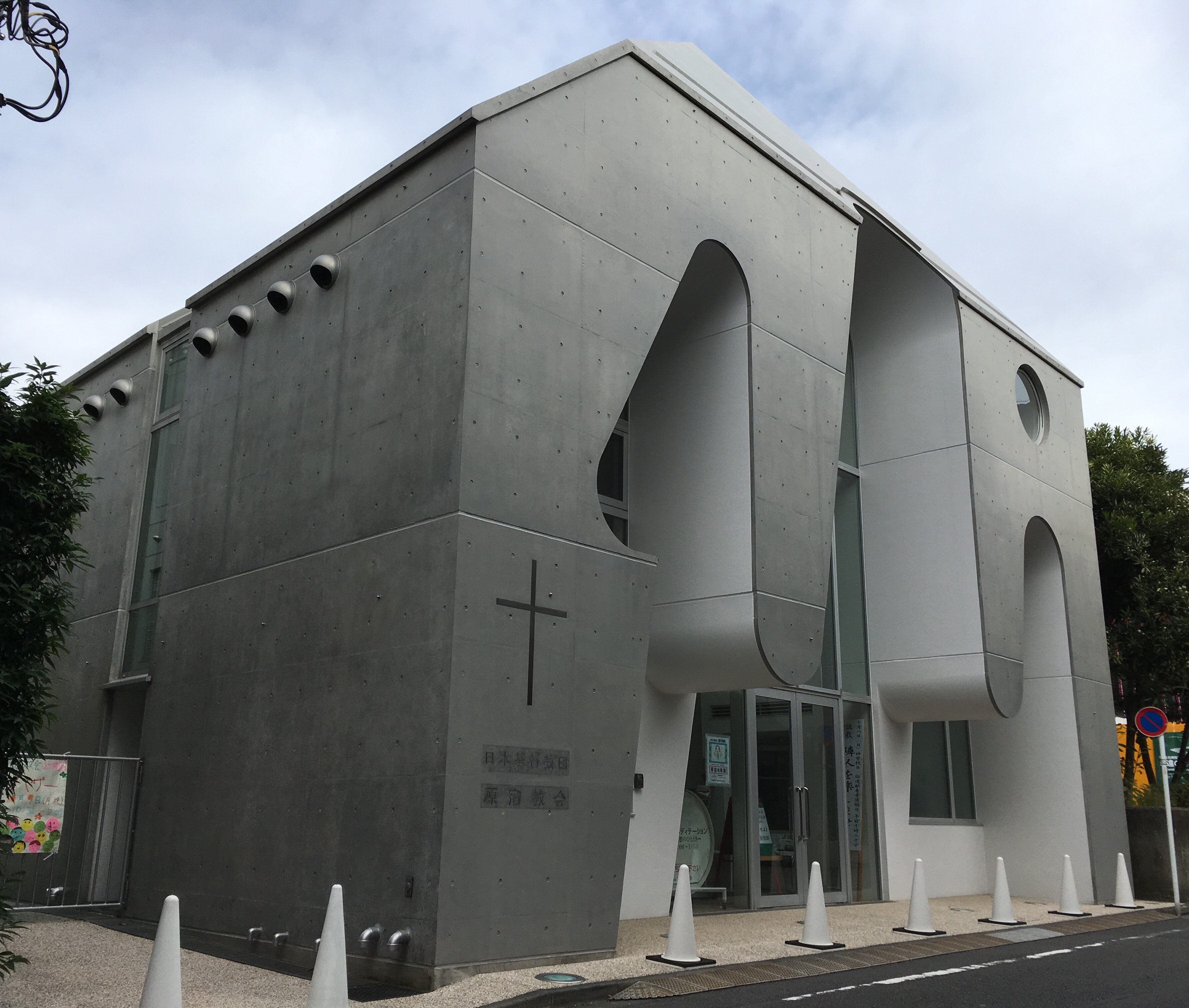
日本基督教団原宿教会（東京都渋谷区）

シィエル・ルージュ・クレアシオン（CIEL ROUGE CREATION、略称C.R.C）は、アンリ・ゲイダンと金子文子の建築ユニット。

## 概要
アンリ・ゲイダンは1989年に来日。現在ではパートナーの金子文子とのコラボレーションにより住宅、幼稚園、オフィスから「shu uemura」等のブティックデザインまで手掛け、日本、フランス、韓国、台湾と国際的に活躍。現在多彩な建築とデザイン活動を展開。

## 沿革
- 1991年、建築設計事務所シィエル・ルージュ・クレアシオン（CIEL ROUGE CREATION、略称C.R.C）を設立。

## 主な作品
- 株式会社ミューズ（旧シュウウエムラ室戸工場ミューゼアム）1999年、高知県室戸市
- バーデハウス室戸　2006年、高知県室戸市室戸岬町3795-1    0887-22-0563
- ウトコディープシーテラピーセンターとホテル　2006年、高知県室戸市
- 原宿幼稚園　1998年、東京都渋谷区
- ファーブル昆虫館「虫の詩人の館」東京都文京区
- 日本基督教団原宿教会 2005年、東京都渋谷区
- マサト・パリ　2001年、東京都港区